# Toutes les nouvelles

Toutes les nouvelles (anciennement les Toutes les nouvelles de Versailles) est un hebdomadaire régional français des Yvelines.
Sortant le mercredi, il est tiré à environ 8 600 exemplaires. Mais il a eu un tirage bien plus important dans les années 1970 et 1980 : Le Monde indique en 1981 un tirage de 85 000 exemplaires et précise que ce périodique a alors 23 500 abonnés.
Créé par Édouard Bonnefous, repris en 1954, par Roland Faure, puis passé entre les mains de la Société de presse d'Ile-de-France (Semif), c'est-à-dire Dassault communication, l'hebdomadaire fait partie depuis 2005 du groupe Publihebdos, filiale de Ouest-France,,,. Il est vendu au prix de 1,30 euro.
La radio libre CVS (Canal Versailles Stéréo, devenue O'FM puis Sports FM, aujourd'hui Europe 1 Sports), créée en 1981 par Roland Faure et d'obédience libérale,  lui été liée,,.